# Fabienne Shine
Pour les articles homonymes, voir Shine.
Fabienne Shine, nom de scène de Fabienne Essaïagh (née le 3 juin 1944 en Tunisie), est une chanteuse, mannequin et actrice française.

## Biographie
Sa famille très religieuse s'installe à Nogent-sur-Marne. Elle s'oppose à elle à la fin des années 1950. À 17 ans, elle a une liaison avec Charles Aznavour.
À la fin des années 1960, fréquentant la bande de la Coupole avec les acteurs Jean-Pierre Kalfon et Pierre Clémenti, elle commence à travailler comme actrice de cinéma en Italie et en France, sous le nom de Fabienne Fabre. Elle a une apparition non créditée dans le rôle de « La Femme des arbres » (alias « Twiggy ») dans Barbarella de Roger Vadim.
Elle commence à écrire des chansons et à composer sa propre musique dès son plus jeune âge. Elle parcourt le monde avec sa guitare. Elle est ainsi jeune fille au pair en Angleterre. Elle rencontre alors Nico, avant qu'elle ne soit avec The Velvet Underground, qui la pousse à chanter. En 1973, elle rencontre ensuite Johnny Thunders des New York Dolls à Paris et le suit à New York. Thunders écrit pour elle la chanson You Can't Put Your Arms Around a Memory. Elle rencontre Jimmy Page et Robert Plant. Elle a une liaison avec Jimmy Page à Los Angeles en 1974.
Fabienne rencontre Eric Lévi puis ils forment un groupe avec Corine Marienneau, Jean-Lou Kalinowski et Louis Bertignac (qu'elle avait connu quand il faisait partie du groupe de Jacques Higelin), d'abord appelé Speedball puis Shakin' Street (en référence au titre de la chanson des MC5) lorsqu'il participe au second Festival punk de Mont-de-Marsan en 1977. Corine part en raison de rixes fréquentes avec Fabienne, ainsi que son petit ami Louis Bertignac ; ils formeront Téléphone. Dans le même temps, Fabienne s'impose aussi comme mannequin, ses photos apparaissent en couverture du magazine Sounds.
Fabienne rencontre l'australien Philip Shine à Bombay en Inde et devient rapidement manager du groupe. Elle adopte ensuit son nom comme nom de scène. Shakin' Street signe avec CBS et sort l'album Vampire Rock en 1978. Il tourne en première partie de Nico.
Leur deuxième album éponyme est produit par Sandy Pearlman. A cette époque, avec le guitariste (ex-The Dictators) Ross the Boss Friedman alias Ross the Boss en remplacement d'Armik Tigrane, le groupe y effectue des tournées avec différents groupes dont Blue Öyster Cult, Cheap Trick, Pat Travers, Journey, AC/DC. Shakin' Street est ensuite en tournée avec Black Sabbath en 1980.
En 1980, Fabienne rencontre Damon Edge du groupe Chrome. Fabienne collabore avec lui sur plusieurs albums de Chrome et chante sur l'album Third From The Sun en 1982. Lorsque Damon déménage à Paris en 1983 puis l'épouse, Fabienne entre dans son groupe et une nouvelle version de Chrome est formée.
Après leur séparation en 1984, Fabienne étudie l'astrologie à Paris pendant quatre ans. Fabienne continue de composer des chansons. En 1984, elle forme un groupe, Planète, avec des musiciens de Chrome et travaille sur des textes de Boris Bergman et sort un 45 tours. En 1985, sa maison de disques la pousse à une carrière solo. 
Elle écrit quatre chansons avec Jean-Lou Kalinowski en 1997, incluses dans l'album No Mad Nomad, qu'elle consacre à la mémoire de son ex-mari, Damon Edge, décédé en 1995.
Shakin' Street se reforme pour un concert en 2004 à l'Olympia, à Paris. La même année, elle retrouve le cofondateur de Chrome, Helios Creed, avec qui elle écrit deux chansons et reprend All Tomorrow's Parties sur l'album Deep Blue Love Vacuum. En 2006, elle part en tournée avec Helios et chante notamment au festival américain South by Southwest.
Son dernier album Fabienne Shine and The Planets en 2007 met en vedette le batteur Jean-Lou Kalinowski qui produit et compose deux chansons du nouvel album. Ross the Boss joue de la guitare et Albert Bouchard et Joe Bouchard jouent des percussions et de la basse. Norbert Krief joue également de la guitare. Les autres instrumentistes sont Thierry Cossu à la guitare et Micha Sanchez à la basse. Fabienne compose cinq chansons avec Balasz Antal (dont seule Fabienne Shine connaît la véritable identité) qui joue également de la guitare, des claviers et du sitar. "Moogy Klingman" (Todd Rundgren) joue de l'orgue Hammond, Phil Bonanno du synthétiseur et de l'orgue et Dave Schulz (The Beat et Berlin) également aux claviers. L'album, enregistré à Los Angeles, New York et Paris, sort en 2007. Fabienne Shine travaille ensuite comme guide touristique aux États-Unis.
Shine sort son autobiographie en 2014, Sexe, Drogues & Rock'n'roll, coécrite avec le critique rock français Jean-Eric Perrin. Cette même année, elle perd son fils.
Elle reforme à nouveau Shakin' Street en 2019.

## Discography
Shakin' Street
- Vampire Rock (1978)
- Shakin' Street (1980)
- 21st Century Love Channel (2009)
- Psychic (2014)

Solo
- No Mad Nomad (1997)
- Fabienne Shine and the Planets (2007)
- Don't Tell Me How to Shake It (2018)

## Filmographie
- 1967 : Les Subversifs
- 1968 : Et si on faisait l'amour ?
- 1968 : Fantabulous (it)
- 1968 : I visionari
- 1968 : Barbarella
- 1970 : Lettera aperta a un giornale della sera
- 1970 : À nous deux France